# Lenah Jemutai Cheruiyot
Lenah Jemutai Cheruiyot (* 1. März 1973) ist eine kenianische Langstreckenläuferin, die sich auf Straßenläufe spezialisiert hat.
2001 gewann sie den Tübinger Stadtlauf und wurde Dritte beim Dam tot Damloop, 2001 und 2002 triumphierte sie beim Würzburger Residenzlauf.
2002 siegte sie beim CPC Loop Den Haag und stellte sie beim Paderborner Osterlauf über 10 km sowie beim Parelloop Streckenrekorde auf. Bei den Halbmarathon-Weltmeisterschaften in Brüssel wurde sie Siebte und gewann mit der kenianischen Mannschaft Gold.
Im Jahr darauf wurde sie jeweils Zweite beim Berliner Halbmarathon und beim Paderborner Osterlauf über 10 km und siegte beim Kasseler Citylauf. Bei ihrem Debüt über die 42,195-km-Distanz wurde sie Elfte beim Berlin-Marathon.
2004 gewann sie den Lille-Halbmarathon und die 20 km von Paris, 2005 den Paris-Halbmarathon.
2006 siegte sie beim Venedig-Marathon. Einem vierten Platz beim Rom-Marathon 2007 folgte die Titelverteidigung in Venedig mit Streckenrekord. 2008 wurde sie nach einem erneuten Sieg beim Paris-Halbmarathon Dritte beim Paris-Marathon und Sechste beim Istanbul-Marathon. 2009 wurde sie Sechste in Rom.

## Persönliche Bestzeiten
- 5000 m: 15:44,54 min, 22. Juni 2001, Utrecht
- 10-km-Straßenlauf: 31:21 min, 31. März 2002, Paderborn
- Halbmarathon: 1:08:54 h, 23. März 2002, Den Haag
- Marathon: 2:26:00 h, 6. April 2008, Paris